# كاكينادا
كاكينادا هي مدينة في الهند، تقع في كاكينادا، هي عاصمة شرق جودافارى، بلغ عدد سكانها 384,182  نسمة وذلك حسب إحصائيات سنة 2011، تبلغ مساحتها 161.23 كيلومتر مربع، و57.36 كيلومتر مربع، رمزها البريدي هو 533001.

## المناخ
يظهر الجدول التالي التغييرات المناخية على مدار السنة لكاكينادا:
| البيانات المناخية لـكاكينادا      | البيانات المناخية لـكاكينادا | البيانات المناخية لـكاكينادا | البيانات المناخية لـكاكينادا | البيانات المناخية لـكاكينادا | البيانات المناخية لـكاكينادا | البيانات المناخية لـكاكينادا | البيانات المناخية لـكاكينادا | البيانات المناخية لـكاكينادا | البيانات المناخية لـكاكينادا | البيانات المناخية لـكاكينادا | البيانات المناخية لـكاكينادا | البيانات المناخية لـكاكينادا | البيانات المناخية لـكاكينادا |
| الشهر                             | يناير                        | فبراير                       | مارس                         | أبريل                        | مايو                         | يونيو                        | يوليو                        | أغسطس                        | سبتمبر                       | أكتوبر                       | نوفمبر                       | ديسمبر                       | المعدل السنوي                |
| --------------------------------- | ---------------------------- | ---------------------------- | ---------------------------- | ---------------------------- | ---------------------------- | ---------------------------- | ---------------------------- | ---------------------------- | ---------------------------- | ---------------------------- | ---------------------------- | ---------------------------- | ---------------------------- |
| الدرجة القصوى °م (°ف)             | 38.8 (101.8)                 | 37.3 (99.1)                  | 40.0 (104.0)                 | 42.4 (108.3)                 | 46.7 (116.1)                 | 47.4 (117.3)                 | 41.7 (107.1)                 | 38.4 (101.1)                 | 37.9 (100.2)                 | 38.6 (101.5)                 | 35.9 (96.6)                  | 39.6 (103.3)                 | 47.4 (117.3)                 |
| متوسط درجة الحرارة الكبرى °م (°ف) | 29 (84)                      | 31 (88)                      | 34 (93)                      | 36 (97)                      | 38 (100)                     | 36 (97)                      | 33 (91)                      | 32 (90)                      | 33 (91)                      | 32 (90)                      | 31 (88)                      | 29 (84)                      | 33 (91)                      |
| المتوسط اليومي °م (°ف)            | 24.9 (76.8)                  | 26.5 (79.7)                  | 29.0 (84.2)                  | 31.2 (88.2)                  | 32.8 (91.0)                  | 31.6 (88.9)                  | 29.6 (85.3)                  | 29.3 (84.7)                  | 29.3 (84.7)                  | 28.6 (83.5)                  | 26.5 (79.7)                  | 24.8 (76.6)                  | 28.7 (83.7)                  |
| متوسط درجة الحرارة الصغرى °م (°ف) | 20 (68)                      | 22 (72)                      | 24 (75)                      | 26 (79)                      | 28 (82)                      | 27 (81)                      | 26 (79)                      | 26 (79)                      | 26 (79)                      | 25 (77)                      | 23 (73)                      | 21 (70)                      | 25 (76)                      |
| أدنى درجة حرارة °م (°ف)           | 13.3 (55.9)                  | 16.4 (61.5)                  | 14.0 (57.2)                  | 13.3 (55.9)                  | 20.1 (68.2)                  | 22.0 (71.6)                  | 20.1 (68.2)                  | 17.1 (62.8)                  | 20.1 (68.2)                  | 17.3 (63.1)                  | 11.5 (52.7)                  | 16.0 (60.8)                  | 11.5 (52.7)                  |
| الهطول مم (إنش)                   | 41 (1.6)                     | 4 (0.2)                      | 50 (2.0)                     | 29 (1.1)                     | 127 (5.0)                    | 147 (5.8)                    | 217 (8.5)                    | 200 (7.9)                    | 167 (6.6)                    | 255 (10.0)                   | 192 (7.6)                    | 18 (0.7)                     | 1٬447 (57)                   |
| المصدر:                           |                              |                              |                              |                              |                              |                              |                              |                              |                              |                              |                              |                              |                              |

## أعلام
- ك. إس. راو
- كالبانا راي